# Невидимка (альбом)
«Невидимка» — второй студийный альбом советской и российской рок-группы Nautilus Pompilius, записанный в 1985 году и официально изданный только в 1994 году на лейбле Moroz Records. Информация об этом альбоме включена в книгу Александра Кушнира «100 магнитоальбомов советского рока».

## История создания альбома
Альбом записан с февраля по март 1985 года в однокомнатной квартире, явив собой заметное изменение стиля «Наутилуса», его переориентацию на нововолновую эстетику по примеру ленинградских рок-групп. 9 марта состоялась официальная премьера нового материала.
В отличие от поздних альбомов «Наутилуса», тексты почти всех песен (кроме «Кто я?» и «Князь тишины») были написаны Вячеславом Бутусовым и Дмитрием Умецким. Альбом «Невидимка» стал первым, записанным под названием Nautilus Pompilius (название предложил Илья Кормильцев).

У Ильи всегда была склонность к таким балладным вещам типа Боба Дилана и раннего Боуи. Он легко выдавал огромные баллады, с которыми я просто не знал, что делать, — потому что у нас был немножко другой ракурс… В ситуации с «Кто я?» Илья подкинул нам текст, который всем понравился, но слова не ложились на музыкальную заготовку. Я пытался произнести текст речитативом, но он получался таким занудным, что было решено — на нашем новом альбоме Невидимка эти слова будет наговаривать клавишник Витя «Пифа» Комаров.— Вячеслав Бутусов
После одной из презентаций «Невидимки» в среде рок-музыкантов города, проходившей на квартире у клавишника Виктора Комарова, сам альбом был раскритикован, после чего Бутусов в порыве ярости чуть не уничтожил оригинал альбома. Однако сам альбом уже успел пойти в народ. В результате было принято решение оригинал альбома на музыковедческие мероприятия не брать и хранить под семью замками.
Первое «живое» исполнение песен из «Невидимки» состоялось 1 июня 1985 года на концерте в Челябинске. В качестве второй вокалистки была приглашена бывшая участница группы «Трек» Настя Полева.
Строчка из песни «Никто мне не поверит» — «Раньше было другое время» дала название короткометражному фильму 1987 года Алексея Балабанова. В фильме снялась группа Nautilus Pompilius и исполнила свои песни в том числе с этого альбома — «Никто мне не поверит» и «Кто я?».
В конце ноября 1985 года группа планировала доделать запись следующего, отличного от «Разлуки», «пост-невидимовского» альбома, который в итоге так и не вышел. На концертнике «Ни кому ни кабельность» (1988) издана версия песни для «пост-невидимовского» альбома «Все, кто нёс» без гитарной партии, которую не успел придумать Бутусов во время записи концертника.

## Список композиций
Авторские кредиты указаны по изданию 2013 года Bomba Music
| №  | Название               | Текст песни      | Музыка      | Длительность |
| -- | ---------------------- | ---------------- | ----------- | ------------ |
| 1. | «Она есть»             | Бутусов          | отсутствует | 0:42         |
| 2. | «Превращение»          | Бутусов          | Бутусов     | 3:31         |
| 3. | «Маленький подвиг»     | Умецкий          | Умецкий     | 2:28         |
| 4. | «Свидание»             | Бутусов          | Бутусов     | 2:32         |
| 5. | «Никто мне не поверит» | Бутусов          | Бутусов     | 1:43         |
| 6. | «Алчи, Алчи»           | Умецкий, Бутусов | Бутусов     | 1:45         |

| №   | Название                     | Текст песни                    | Музыка  | Длительность |
| --- | ---------------------------- | ------------------------------ | ------- | ------------ |
| 7.  | «Буги с косой»               | Умецкий                        | Бутусов | 2:51         |
| 8.  | «Идиллия»                    | Умецкий                        | Умецкий | 2:27         |
| 9.  | «Мифическая столовая»        | Умецкий, Бутусов               | Бутусов | 3:32         |
| 10. | «В который раз я вижу R'N'R» | Бутусов                        | Бутусов | 3:16         |
| 11. | «Князь тишины»               | Эндре Ади, перевод Л. Мартынов | Бутусов | 3:30         |
| 12. | «Последнее письмо»           | Умецкий, Бутусов               | Бутусов | 2:53         |
| 13. | «Кто я?»                     | Илья Кормильцев                | Бутусов | 3:23         |

## Песни

### Князь тишины
Для предыдущего альбома группы «Переезд» (1983) на стихи венгерского поэта Эндре Ади были записаны песни «Битвы с магнатом» (перевод Леонида Мартынова) и «Ястребиная свадьба» (перевод Ю. Тарнопольского). Для «Невидимки» было использовано стихотворение Эндре Ади «Впереди доброго князя тишины» (венг. Jó Csönd-herceg előtt) в переводе Леонида Мартынова. Сам Эндре Ади так объяснил сюжет «Князя тишины»: «… это высшая сила, и я имел в виду не только то, что человек ночью, в одиночестве, отпугивает от себя жуткую, наводящую страх тишину, но и то, что горе мне, если бы я когда-нибудь, пока я жив, позволил бы себе замолчать и позволил бы, чтобы на меня навалилась тишина, которая страшнее Смерти…». Стихотворение цитируется в романе Дмитрия Быкова «Истребитель» в истории о Карле Сциларде, венгре, работавшим в шаражке в Омске..
По отзыву Бутусова эта песня: «редкий случай, я считаю, когда совершенно случайно взятый текст соединился с музыкой». В интервью Александру Житинскому в 1988 году Бутусов отмечал: «Меня устраивает такой вид поэзии, текстов, где мало конкретности. Создается настроение, которое рождает эмоции, ассоциации. В этом каждый находит что-то своё. Когда-то давно мы целый цикл записали на стихи венгерских поэтов». На вопрос о любимой песне среди написанных им, Бутусов отметил «Князя тишины»: «Я вычислил для себя дежурный ответ на этот вопрос, и всегда отвечаю, что это песня „Князь тишины“. Она меня до сих пор не перестаёт удивлять. Когда я её „походя“ случайно откопал в антологии венгерской поэзии периода XVIII—XIX века, даже не предполагал, что у неё такой глубокий смысл».
Песня была включена в одноимённый первый студийный виниловый альбом группы, названный «Князь тишины», выпущенный «Мелодией».
В 2008 году хеви-пауэр группа «Гран-КуражЪ» записала кавер версию песни. Кавер вошёл в их сборник неизданных песен Demos & Rares (2004‒2010).
22 ноября 2022 года, в день рождения поэта, Бутусов дал интервью московскому Институту Листа, посвящённое всем трём песням группы на стихи Ади.

### Последнее письмо
Вначале песня называлась «Последнее письмо» или «Прощальное письмо», но на гастролях в Америке после концерта девочка подошла к Бутусову и попросила его исполнить песню «Гудбай, Америка», так и появилось второе название. Песня стала одной из визитных карточек группы и гимном неформальных прозападных движений эпохи «Перестройки».
Песня звучит в тональности ля-минор. Размер 4/4. Сыграна в стиле и размере, характерном для румбы.
Песня дала название сборнику Вячеслава Бутусова «Гудбай, Америка!» (2017), составленному из перезаписанных песен Наутилуса и российскому фильму «Гудбай, Америка».
Песня используется в саундтреках ко многим фильмам, например, «Брат 2» (в исполнении детского хора, и в конце фильма, где главный герой Данила Багров улетает домой), «Зеркало для героя», «СЭР». Также эту песню исполняла группа «Агата Кристи», в фильме «Иваново счастье».

## Участники записи
- Вячеслав Бутусов — вокал, гитара
- Дмитрий Умецкий — бас-гитара, вокал
- Виктор «Пифа» Комаров — клавишные, ритм-бокс, голос (13)
- Дмитрий Тарик, Леонид Порохня — звук, портастудия Sony Prs-2121